# Liberty State Park
Liberty State Park (LSP) es un parque en el estado estadounidense de Nueva Jersey, ubicado en Upper New York Bay en Jersey City frente a Liberty Island y Ellis Island. El parque abrió en 1976 para coincidir con las celebraciones del bicentenario y es operado y mantenido por la División de Parques y Silvicultura de Nueva Jersey. Liberty State Park cubre 490,5 ha. La parte principal del parque está bordeada por agua en tres lados: al norte por Morris Canal Big Basin y al sur y al este por Upper New York Bay. La extensión de la bahía de Newark de la New Jersey Turnpike (la I-78) marca su perímetro occidental.

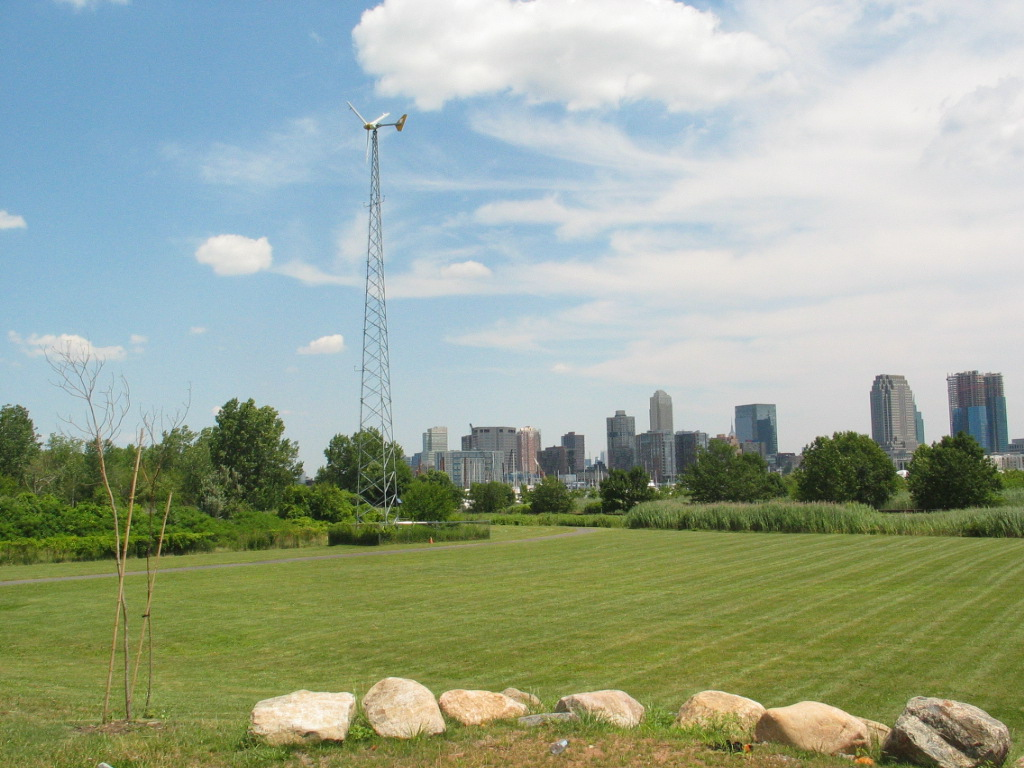
Los edificios de gran altura del horizonte inferior de la Jersey City, vistos desde Liberty State Park

Communipaw Cove es parte de las 14,6 ha de la reserva natural estatal en el parque y es una de las pocas marismas saladas que quedan a lo largo del estuario del río Hudson. El Centro de Interpretación, diseñado por el arquitecto Michael Graves, es parte de la reserva. Al oeste se encuentra el Área Natural Interior, que está fuera del alcance del público y se le permite a través de procesos naturales recuperarse del abuso ambiental.
Unas 97 ha del parque están cercadas, pues han sido contaminados con materiales peligrosos como cromo, arsénico o petróleo. El cobertizo del tren de 6 acres también está cercado y contaminado con asbesto.

## Historia

Antes de abrir, LSP fue el sitio de instalaciones ferroviarias abandonadas construidas en vertederos.

Gran parte del parque está situado en llanuras de marea vertederos.
En la segunda mitad del siglo XIX, una pequeña isla llamada Black Tom se unió a través de un vertedero con el continente. Se convirtió en un importante centro de envío, fabricación y transporte dentro del Puerto de Nueva York y Nueva Jersey, lo que llevó a la construcción de la Terminal Communipaw. Fue desde esta estación de ferry/tren que muchos inmigrantes que llegaban a la Isla Ellis se dispersaron por Estados Unidos En 1916, en lo que ahora es la esquina sureste del parque, la explosión de Black Tom.
Audrey Zapp, Theodore Conrad, Morris Pesin y J. Owen Grundy fueron ambientalistas e historiadores influyentes que encabezaron el movimiento que condujo a la creación de Liberty State Park. Son recordados por la denominación de lugares y calles a lo largo de la costanera.
Se estima que el parque sufrió 20 millones de dólares en daños durante la supertormenta Sandy en octubre de 2012. En junio de 2016, la Terminal del Ferrocarril Central de Nueva Jersey reabrió después de una renovación de 20 millones de dólares para reparar el daño extenso causado por Sandy. A partir de diciembre de 2019, el Centro de Interpretación de la Naturaleza permanece cerrado debido a daños por tormentas. No se ha dado un cronograma para su finalización.
El 11 de enero de 2018, el Departamento de Protección Ambiental de Nueva Jersey (NJDEP) anunció que el interior de 97,1 ha del parque que ha estado cerrado al público durante décadas debido a materiales peligrosos y terrenos severamente contaminados serían remediados para que toda la comunidad los disfrute de manera segura. La restauración se realizará en fases con la fase inicial enfocándose en 9,3 ha parcela del interior. Actualmente aún no hay un cronograma para la remediación, pero la financiación provendrá de los acuerdos de daños a los recursos naturales. Se anunció que el trabajo comenzaría en 2021, pero eso no sucedió.

## Sitios de interés

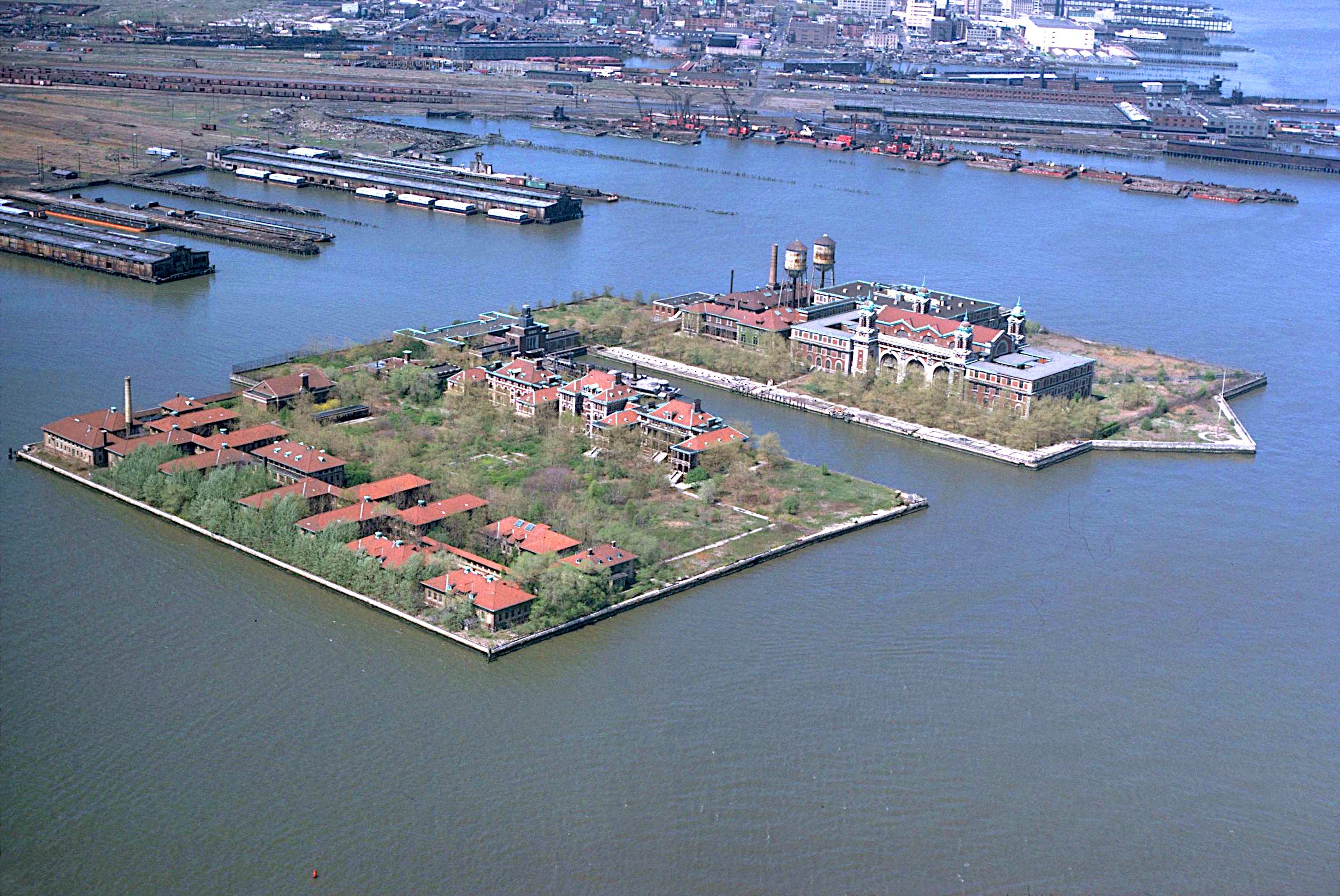
Vista de Ellis Island y las vías y muelles del Ferrocarril Central de Nueva Jersey antes del desarrollo del parque y los proyectos de restauración

### Camino de la Libertad y Paseo de la Libertad
Liberty Walkway, un paseo en forma de media luna, se extiende desde la terminal CRRNJ a lo largo de la costa sur hasta el mirador de la Estatua de la Libertad, uniendo dos calas en el camino. Es parte del paseo marítimo más largo del río Hudson. A mitad de camino a lo largo de Liberty Walkway hay un puente a Ellis Island, pero solo se permiten vehículos autorizados. La esquina sureste del parque contiene el mirador de la Estatua de la Libertad, instalaciones para pícnic, un parque infantil, la Plaza de la Bandera y el Monumento a la Liberación, el Edificio de Administración Pública y un monumento a las explosiones de Black Tom. Las instalaciones para hacer picnics y barbacoas también se encuentran en el extremo sur del parque. Originalmente llamado "Liberty Walk", esta parte del proyecto ganó un premio de paisaje en 1995.

### Centro de Ciencias Liberty
Liberty Science Center, que se encuentra en la parte occidental del parque, es un museo de ciencia interactivo y un centro de aprendizaje. El centro se inauguró en 1993 como el primer museo de ciencia estatal importante de Nueva Jersey. Tiene exhibiciones científicas, el quinto teatro IMAX Dome más grande del mundo, el planetario más grande del hemisferio occidental, numerosos recursos educativos y la esfera de Hoberman original, una obra de arte plateada de ingeniería impulsada por computadora diseñada por Chuck Hoberman. 

### Monumentos

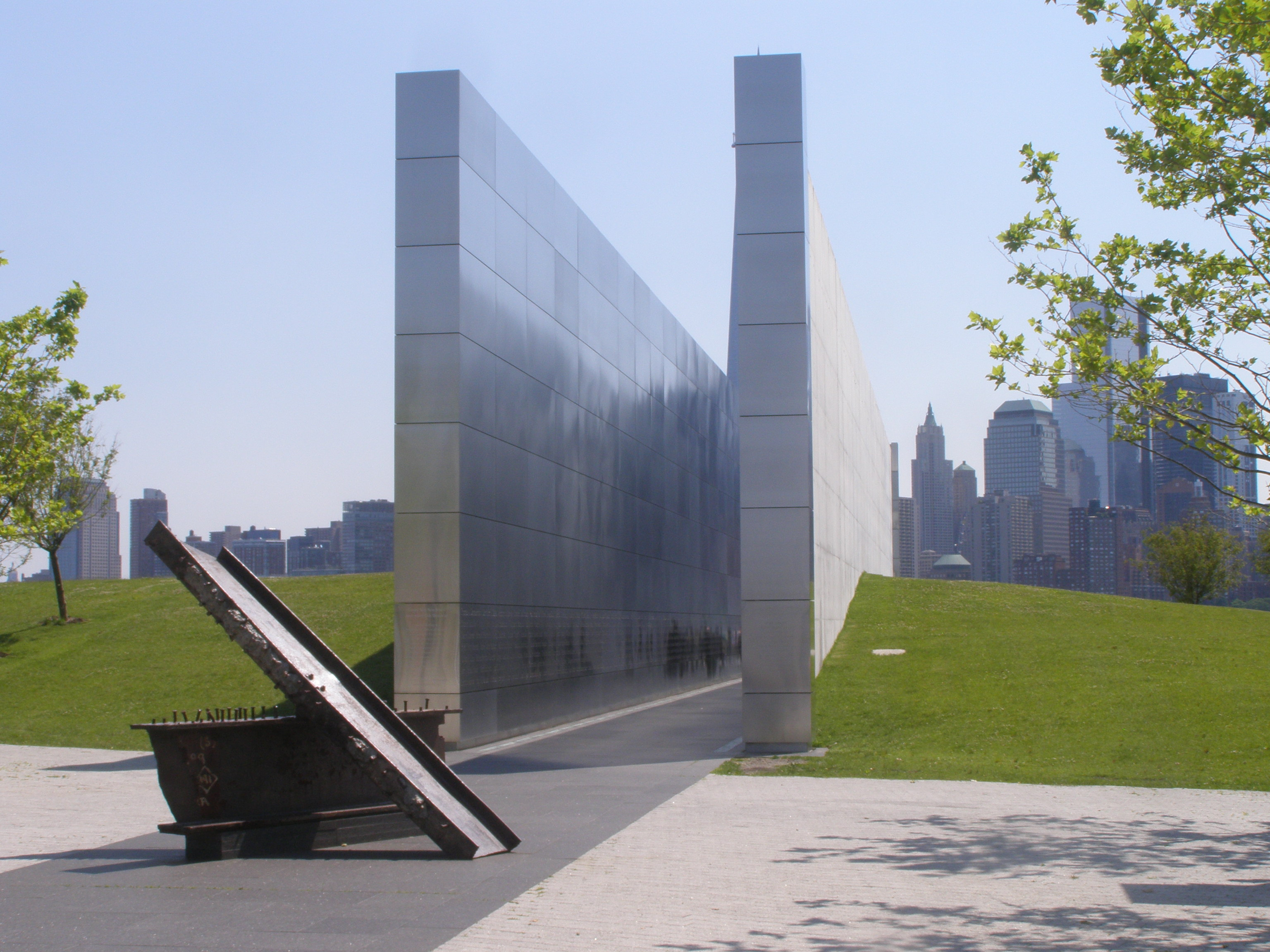
Monumento al Cielo vacío con un remanente del World Trade Center en primer plano

Liberación es una escultura de bronce de 1985 diseñada por Nathan Rapoport como memorial del Holocausto, que muestra a un soldado estadounidense cargando a un sobreviviente de un campo de exterminio nazi. 
La Vela di Colombo es un monumento de bronce en forma de vela de dos pisos diseñado por Gino Gianetti que conmemora el 500 aniversario del viaje hacia el oeste de Cristóbal Colón a América en 1492. La "Vela de Colón" se asienta sobre una base de piedra en forma de barco y presenta escenas de Colón y sus viajes. El regalo del Gobierno de Italia y la ciudad de Génova se dedicó en 1998.
Empty Sky es el monumento estatal oficial a los ataques del 11 de septiembre al World Trade Center. Situadas en una berma, las paredes paralelas grabadas con los nombres de las víctimas están orientadas hacia el antiguo sitio del World Trade Center. Diseñado por el arquitecto Frederic Schwartz, fue dedicado el 10 de septiembre de 2011, conmemorando el décimo aniversario de los ataques.
Un monumento temporal diseñado por Zaq Landsberg llamado Reclining Liberty estará en exhibición junto a Cielo vacío hasta abril de 2023. El monumento, que muestra la Estatua de la Libertad recostada de lado, estuvo previamente en exhibición en el Parque Marcus Garvey de Harlem, donde recibió la atención de Time Out y Gothamist. Se inspiró en las estatuas de Buda reclinadas en Asia, ya que su significado previsto es reconsiderar el significado de los Estados Unidos que, como la Estatua de la Libertad, es, como describe Landsberg, "una entidad siempre erguida y alta".

## Ley de Conservación, Recreación e Inclusión Comunitaria del Parque Estatal Liberty

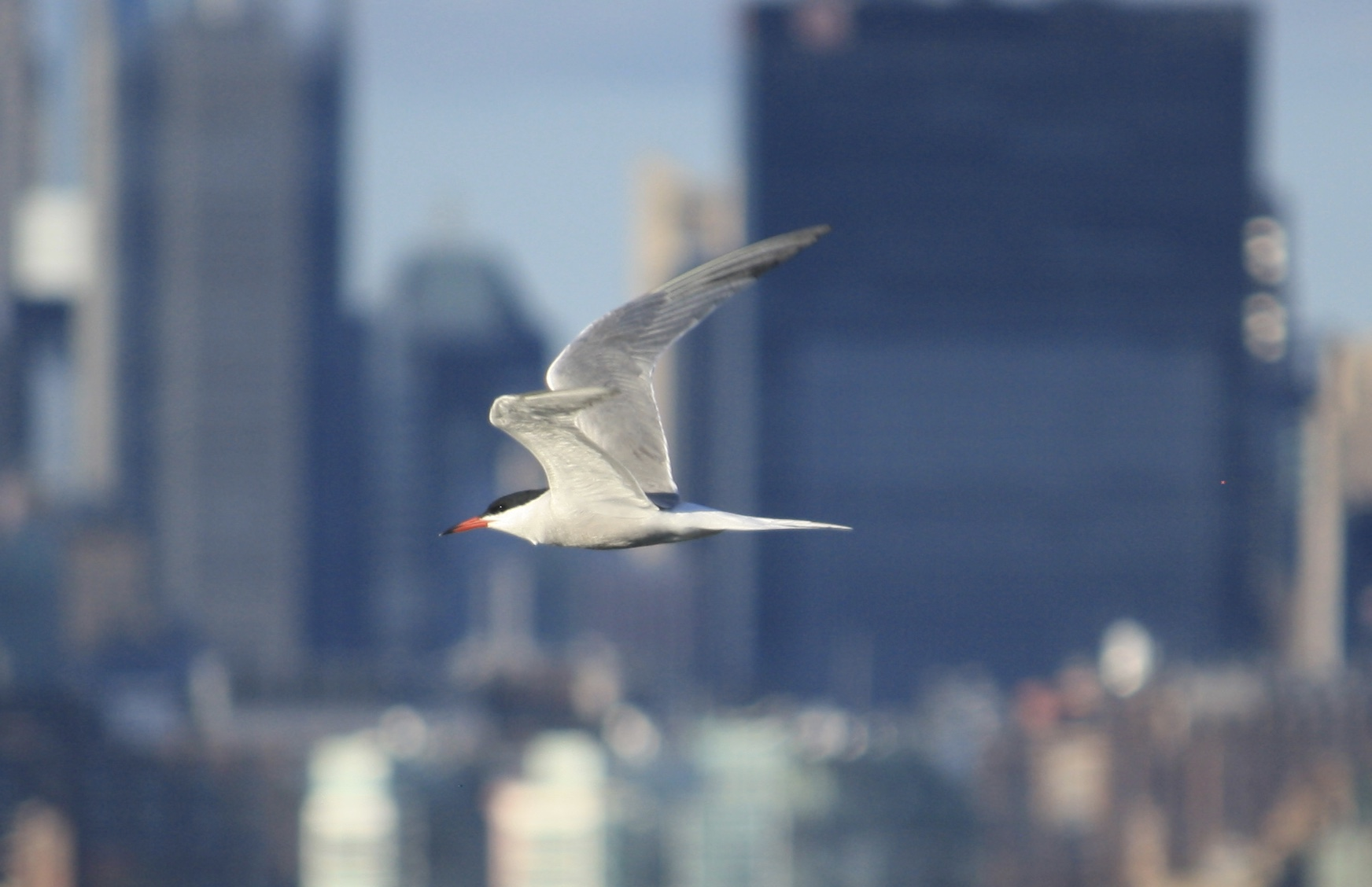
Un charrán común visto desde el parque con Manhattan al fondo

La administración del gobernador Chris Christie propuso varias actividades comerciales para el parque. En 2017, sugirió arrendar grandes partes del paseo marítimo para marinas privadas.
Caven Point es un terreno artificial de 22 acres y se encuentra junto al campo de golf Liberty National. Es la única playa de arena a lo largo de la costa y hogar de varias aves migratorias. Se han hecho propuestas para proteger la tierra en la Legislatura de Nueva Jersey, como la Ley de Protección del Parque Estatal Liberty para proteger específicamente el parque de todo desarrollo sin un proceso de investigación severo y escrutinio público. Esa propuesta ha sido rechazada tanto por el Senado como por la Asamblea por su exclusión de la comunidad circundante. La Ley de Conservación, Recreación e Inclusión Comunitaria del Parque Estatal Liberty se aprobó en julio de 2022 y, como resultado, la comunidad que se había dejado intencionalmente fuera de la conversación durante décadas ahora sería parte de la toma de decisiones dentro de este parque. “ La Ley de Conservación, Recreación e Inclusión Comunitaria del Parque Estatal Liberty establece un Grupo de Trabajo de Diseño del Parque Estatal Liberty de 17 miembros dentro del Departamento de Protección Ambiental de Nueva Jersey (NJDEP) para ayudar a desarrollar planes a corto plazo para mejorar el uso público en el parque.
“Durante demasiado tiempo, Liberty State Park ha estado descuidado, y es hora de que finalmente hagamos el trabajo necesario para establecerlo como la joya de la corona del sistema de parques de Nueva Jersey”, dijo el senador estatal John Deere. Brian Stack (D-32), quien se desempeñó como patrocinador del proyecto de ley en el Senado”.
Grupo de trabajo
Además, el grupo de trabajo desarrollaría un plan maestro a largo plazo para mejorar las instalaciones y los servicios del parque, crear nuevos servicios de transporte y movilidad, y preservar aún más los recursos naturales del parque”.

## Transporte
El Tren Ligero Hudson–Bergen pasa justo al oeste del parque con una estación en la entrada.
En julio de 2012, la Autoridad de Planificación del Transporte del Norte de Jersey asignó 175 000 dólares para estudiar alternativas de transporte hacia y dentro del parque.
En marzo de 2013, Jersey City recibió una subvención de 500 000 dólares para estudiar la extensión de Jersey Avenue directamente al parque, para simplificar el acceso desde los vecindarios del centro, facilitar el tráfico hacia y desde Communipaw y brindar alternativas para que los usuarios de la autopista de peaje accedan al centro. En mayo de 2013, se colocó un nuevo puente para peatones y bicicletas sobre Mill Creek en la cuenca pequeña para reemplazar uno más antiguo que había sido destruido por la supertormenta Sandy en octubre de 2012. Está situado de manera que no interfiere con la construcción de nuevas carreteras.
En 2014, NJDOT anunció que construiría un puente de 10 millones de dólares sobre la cuenca del canal Morris, reduciendo el viaje entre el parque y Downtown Jersey City en más de media milla. La construcción de la conexión entre Jersey Ave y Phillip Street comenzó en agosto de 2019; la carretera de dos carriles con carriles para bicicletas contiguos se abrió al tráfico en agosto de 2021. Desde la apertura, los residentes se han quejado de problemas de seguridad y un aumento en la congestión del tráfico debido al tráfico con destino al Túnel Holland que conecta con la I-78 a través del parque. Antes del puente, el alcalde Steven Fulop anunció que la administración de la ciudad está experimentando con el tiempo de los semáforos y colaborando con el servicio de navegación Waze para reducir la congestión.

## En la cultura popular

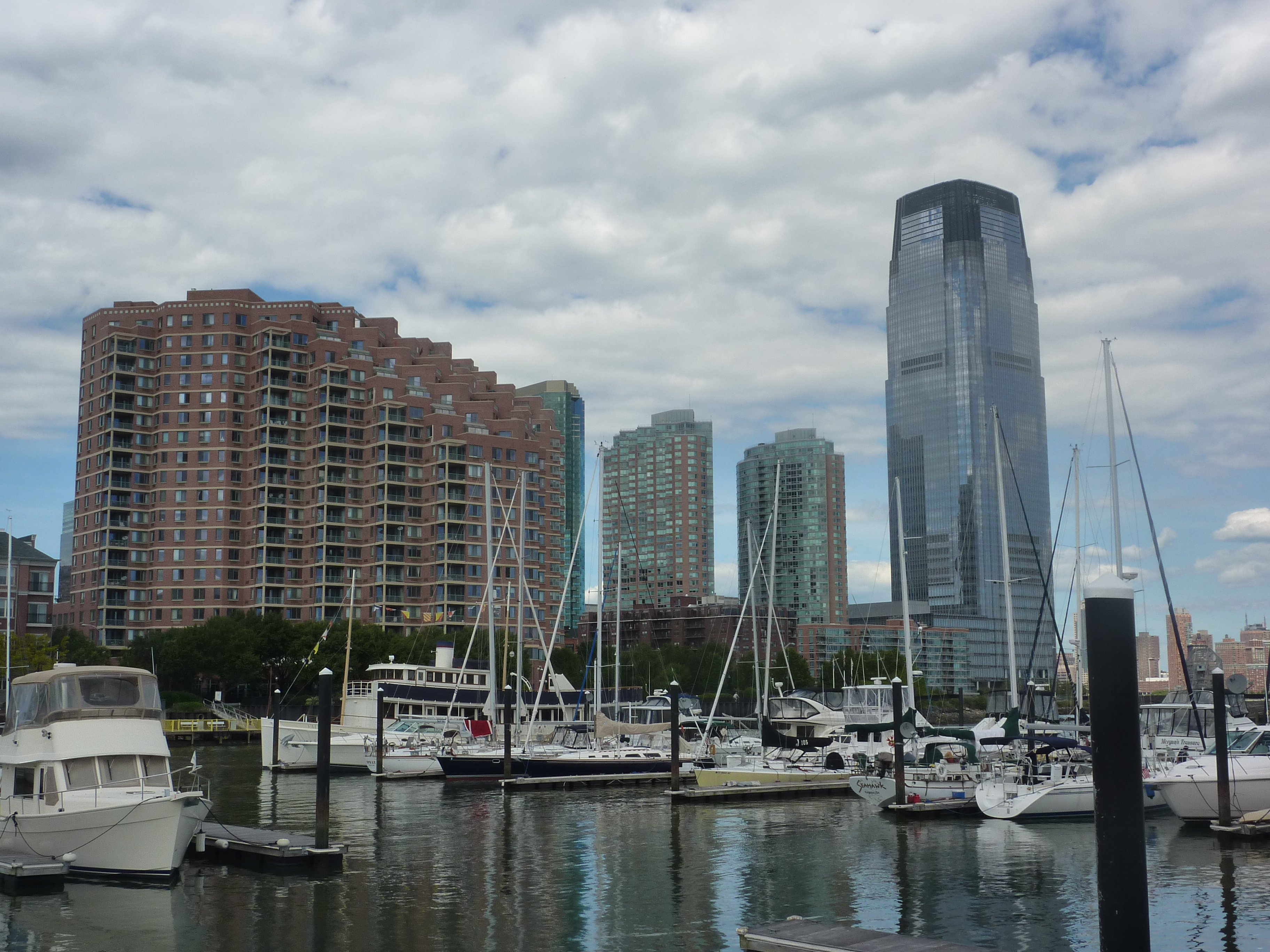
Puerto Liberty

En el Día del Trabajo de 1980, el candidato republicano a presidente Ronald Reagan inició su campaña nacional en Liberty Island, con la Estatua de la Libertad detrás de él y dijo: "Quiero más que cualquier cosa que haya querido tener una administración que, a través de sus acciones, en casa y en el ámbito internacional, que millones de personas sepan que Miss Liberty aún "Levanta su lámpara junto a la puerta dorada".'
En 2002, Budweiser filmó dos comerciales para dedicar los ataques del 11 de septiembre en el parque (uno en 2002 y otro en 2011). Ambos solo se emitieron una vez.

### Festivales y espectáculos
- En 2000, Andrea Bocelli dio un concierto en el parque, transmitido por PBS, como American Dream: Andrea Bocelli's Statue Of Liberty Concert.[45]
- En 2001, Cirque du Soleil estrenó su nuevo trabajo.[46]
- En 2013, Cher, Tim McGraw, Miguel, Mariah Carey y Selena Gomez se presentaron en el parque para el espectáculo de fuegos artificiales del 4 de julio de Macy's.[47][48]
- El espectacular lanzamiento del Super Bowl LI se llevó a cabo en Communipaw Terminal en 2014 y contó con las actuaciones de Goo Goo Dolls y Daughtry. Erin Andrews, Jordin Sparks y Joe Buck fueron los anfitriones del evento.[49]
- El Freedom and Fireworks Festival de Jersey City debutó en el parque en el Día de la Independencia de 2017 e incluyó actuaciones de Fireworks by Grucci y Kool & the Gang, con sede en Jersey City. Desde entonces, el festival se lleva a cabo en el vecindario Exchange Place de la ciudad.[50]
- Alicia Keys y Swae Lee actuaron en el parque para los MTV Video Music Awards 2021[51]

### Cine y televisión
- En 1968, la película Funny Girl filmó la secuencia "Don't Rain on My Parade" en el Ferrocarril Central de la Terminal de Nueva Jersey.[52]
- En 1971, la famosa escena de El Padrino (1972) que contiene el famoso intercambio de Peter Clemenza y Rocco Lampone, "Deja el arma. Take the cannoli", fue filmado en el sitio antes de la construcción de Liberty State Park.[53]
- En 1997, la película Men in Black muestra una escena en la que el Agente J entrega un calamar alienígena recién nacido en Morris Pesin Drive.[52]
- El episodio de 30 Rock The Aftermath se filmó en Liberty Harbor.
- Las escenas finales de la adaptación de 2014 de Annie se rodaron en Liberty State Park.[54]
- En la serie Seven Seconds de Netflix de 2018, el accidente de bicicleta en el centro de la trama de la temporada 1 ocurre en Liberty State Park.[55]

### Deportes
Desde 2007, el Veuve Clicquot Polo Classic se lleva a cabo cada primavera en Liberty State Park.
En mayo de 2010, se presentaron planes que describen el uso del parque como el nuevo hogar del Gran Premio de Fórmula 1 de los Estados Unidos para la temporada 2012. Estos planes provocaron la indignación de la comunidad, en particular de Friends of Liberty State Park, y finalmente fueron rechazados por el Departamento de Protección Ambiental de Nueva Jersey.
El 19 y 20 de junio de 2010, el parque fue sede de la quinta ronda del Campeonato Mundial Red Bull Air Race 2010.

## Galería de imágenes

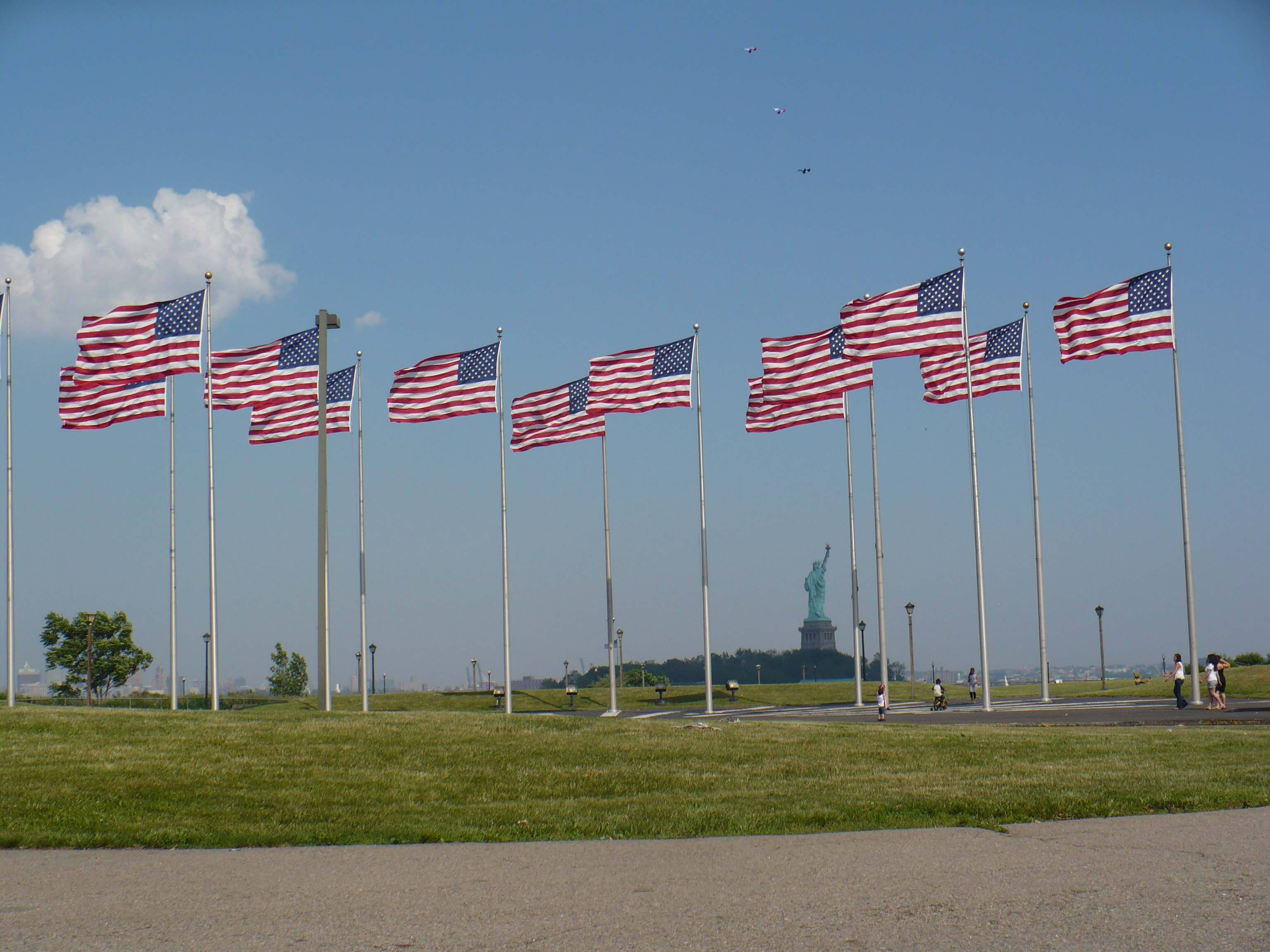
Banderas de Estados Unidos con la Estatua de la Libertad al fondo
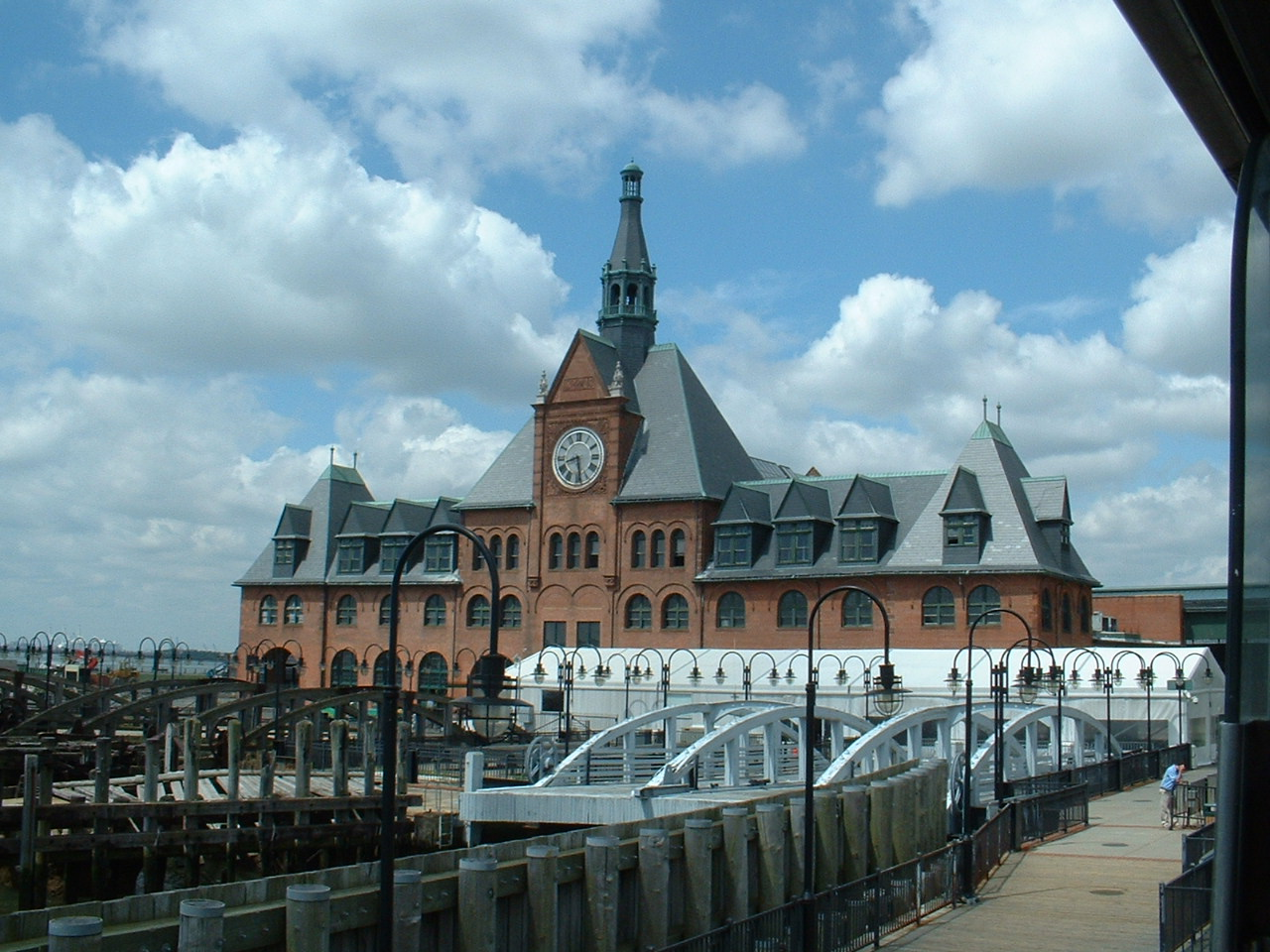
El edificio histórico Terminal Communipaw
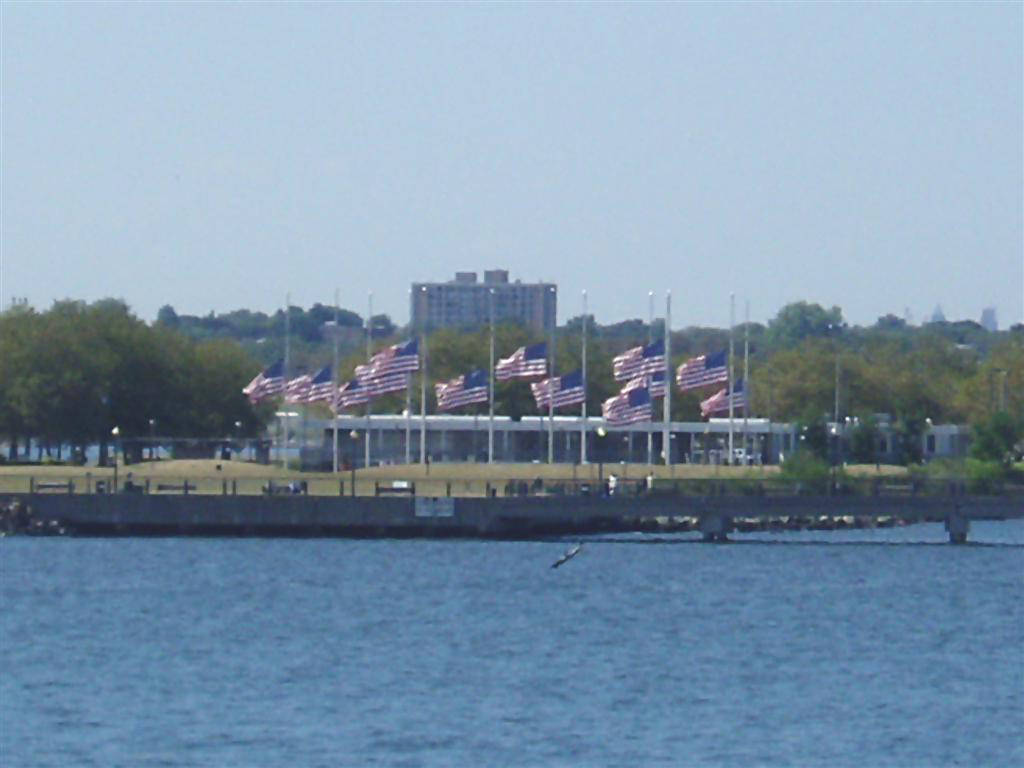
Banderas a media asta en el parque
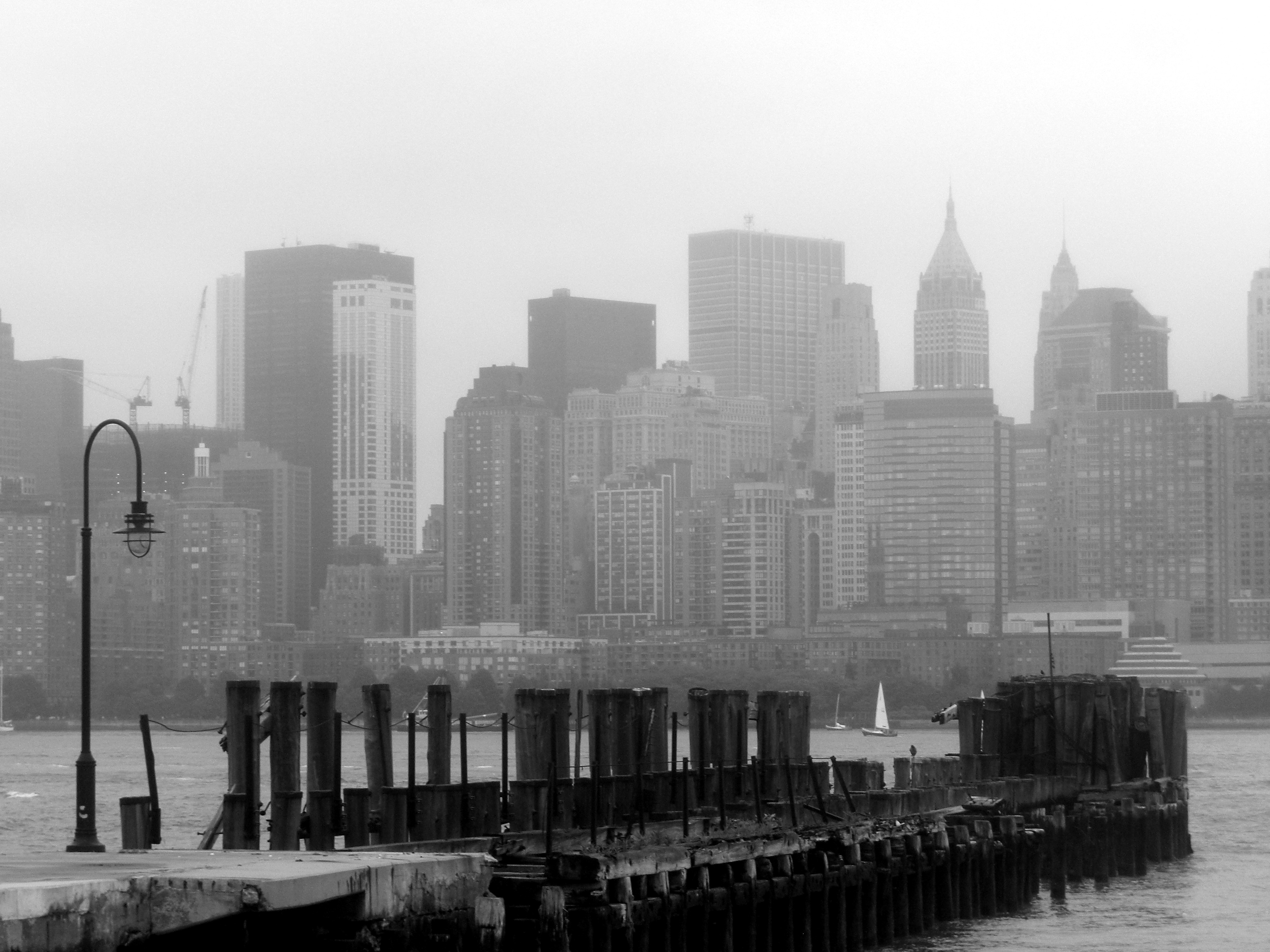
Terminal Communipaw
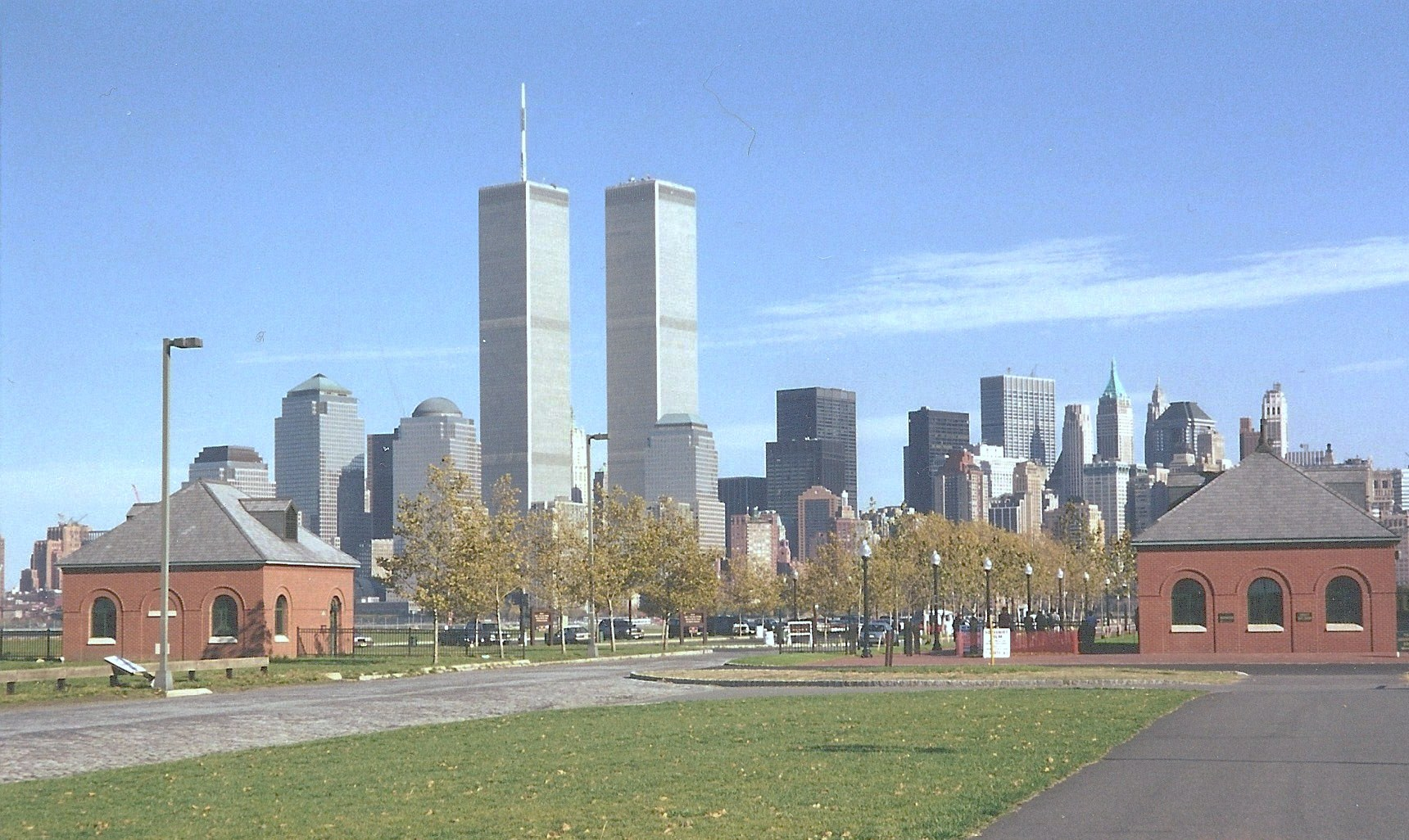
En 1999, con las Torres Gemelas al fondo
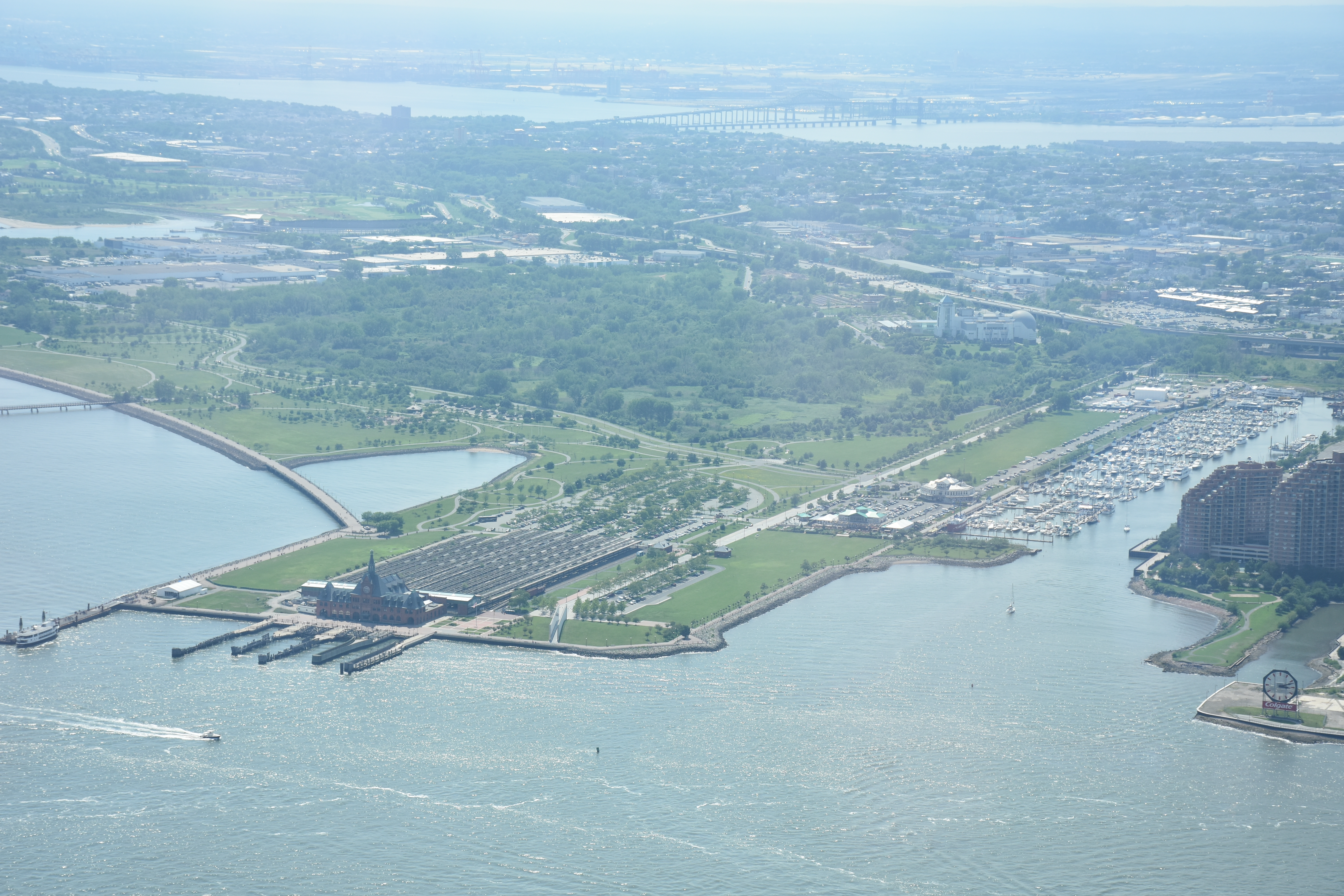
Visto desde One World Trade Center en junio de 2015